# Julivert d'isard
El julivert d'isard (Xatardia scabra) és una espècie de planta dins la família apiàcia i única espècie del gènere Xatardia. És una espècie endèmica del Pirineu oriental a Catalunya i Andorra. Viu entre els 1.900 i els 2.800 m d'altitud. Viu en pedrusques calcàries i més rarament esquistoses als estatges subalpí i alpí. És una planta herbàcia perenne, de 10 a 40 cm d'alt, erecta glabra, de rel axonomorfa gruixuda; tija robusta, d'1-1,5 cm de diàmetre, fistulosa; fulles en roseta basal, triangulars; umbel·les de 12-35 radis; fruit ovoide, de 6-7 mm. Floreix de juliol a setembre.